# Němčice (ort i Tjeckien, Mellersta Böhmen, lat 50,08, long 15,29)
Němčice är en ort i Tjeckien.   Den ligger i regionen Mellersta Böhmen, i den centrala delen av landet, 60 km öster om huvudstaden Prag. Němčice ligger 230 meter över havet och antalet invånare är 255.
Terrängen runt Němčice är platt. Runt Němčice är det ganska tätbefolkat, med 86 invånare per kvadratkilometer. Närmaste större samhälle är Kolín, 9,1 km sydväst om Němčice. Trakten runt Němčice består till största delen av jordbruksmark.